# 아트박스

아트박스 로고

아트박스(ARTBOX)는 1984년 설립된 대한민국의 라이프스타일 브랜드이다. 삼성출판사의 관계사다.
본사는 서울특별시 서초구 반포대로 12길 41에 위치하고 있다.

## 역사
1984년에 삼성출판사 내 아트박스 사업부를 발족하여, 같은해 8월 1호점이 설립되었다. 1986년 (주)아트박스의 회사로 독립 분리하였으며, 1988년 (주)아트박스 건립 및 물류창고를 신축하였다. 2001년 (주)시스맥스를 합병하였다. 2010년 라이프스타일 브랜드인 품(Poom)을 런칭하였다.

## 체인점 변화
1984년부터 문구, 팬시 전문점이었으며, 2000년대 중후반부터 패션잡화, 뷰티, 리빙인테리어, 식자재까지 카테고리를 확장하였다가 2010년대에 라이프스타일 브랜드를 런칭하였다.

## 품목
문구, 완구, 팬시, 식자재, 생활용품, 뷰티, 전자기기, 굿즈, 소품, 가구&홈데코, 패션, 시계, 장신구 등 여러 품목으로 구성되어 있다.

## 매출
흑자 누적으로 2005년 242억원, 2009년 260억원, 2012년 500억원, 2015년 1천억 원을 돌파하여, 2019년 1천4백억 원으로 꾸준히 상승했다.

## 점포 목록
1984년 8월 1호점이 생겼으나, 2010년대 이후 점포수가 크게 늘어났고, 2013년 직영매장 30호점, 2015년 50호점, 2017년 70호점, 2019년 100호점, 2023년 160호점 등 돌파하였다.
2025년 현재 기준으로 삼는다. 매장 찾기 사이트

### 수도권
서울특별시
- 강남구(강남점 · 가로수길점 · 코엑스스타필드점 · 대치점), 강동구(천호점), 강북구(수유점 · 미아사거리점), 강서구(강서홈플러스점 · 영풍문고김포점 · 까치산점 · 윈그로브몰점), 관악구(신림타임스트림점 · 낙성대점 · 서울대입구점), 광진구(건대스타시티점 · 구의점), 구로구(고척아이파크점), 금천구(가산점), 노원구(노원점 · 중계점 · 월계이마트점), 동대문구(경희대점·한국외대점), 동작구(노량진점 · 중앙대점 · 이수역점), 마포구(서교동점 · 홍대점 · 홍대AK점), 서대문구(신촌점 · 이대점), 서초구(강남엔터식스점 · 교보문고핫트랙스강남점 · 가로수점), 성동구(엔터식스왕십리점), 성북구(성신여대점 · 안암점), 송파구(송파새내점 · 교보문고학트랙스잠실점 · 현대아울렛가든파이브점 · 위례앨리웨이점), 양천구(목동행복한점 · 교보문고목동점), 영등포구(영등포타임스퀘어점), 은평구(연신내점 · 은평롯데몰점), 종로구(교보문고광화문점 · 종로서적점 · 종로3가점 · 대학로1호점 · 대학로2호점), 중구(명동점[A 3] · 명동길점 · 동대문현대시티아울렛점), 중랑구(북스리브로상봉점)

인천광역시
- 계양구(작전역사점), 부평구(인천삼산점 · 부평문화의거리점 · 부평역사점), 서구(청라홈플러스점), 연수구(스퀘어원점 · 송도홈플러스점 · 인천송도점), 중구(영종하늘도시점), 남동구(인천논현점)

경기도
- 고양시(킨텍스더타운몰점 · 일산라페스타점 · 일산백마점 · 탄현점 · 고양스타필드점), 광명시(광명AK점 · 철산점), 광주시(광주경안점), 구리시(구리역점 · 구리모다아울렛점), 군포시(산본역사점 · 금정AK점), 김포시(김포구래점), 남양주시(남양주호평점), 동두천시(동두천점), 부천시(부천역점[A 4], 상동홈플러스점 · 중동점 · 부천상동점), 성남시(판교아브뉴프랑점 · 야탑점 · 서현점 · 신흥점), 수원시(수원역점 · 북스리브로수원점 · 수원AK점 · 수원인계점 · 광교아브뉴프랑점 · 북수원홈플러스점 · 수원스타필드점 · 광교앨리웨이점 · 영통점), 안산시(안산점 · 안산NC점), 안성시(안성중앙점 · 안성스타필드점), 안양시(안양엔터식스점 · 안양1번가점 · 평촌학원가점 · 범계역점), 오산시(오산점), 용인시(용인중앙점 · 용인수지점 · 죽전스타필드마켓점 · 기흥AK점), 의정부시(의정부점 · 의정부민락점), 이천시(이천점), 파주시(파주운정홈플러스점), 평택시(평택중앙점 · 평택AK점), 하남시(미사점 · 하남스타필드점), 화성시(병정점 · 동탄타임테라스점 · 동탄호수공원점 · 병점홈플러스점)

### 지방권
부산광역시
- 중구(부산광복1호점 · 부산광복2호점), 부산진구(부산서면점), 북구(부산덕천점 · 부산화명점), 금정구(부산대점), 남구(경성대점), 동래구(부산사직점), 연제구(부산홈플러스아시아드점 · 부산연산점), 해운대구(센텀시티홈플러스점 · 해운대점 · 해운대NC점), 기장군(동부산롯데몰점 · 정관신도시점), 강서구(명지스타필드점)

대구광역시
- 중구(대구중앙점 · 대구동성로점 · 반월당역사점), 북구(대구칠곡점), 달서구(대구성서점 · 홈플러스성서점 · 대구월성점), 수성구(대구범어점), 달성군(대구테크노폴리스점)

광주광역시
- 서구(광주상무점 · 영풍문고광주점), 남구(광주진월점), 동구(광주충장로점), 북구(전남대점), 광산구(광주수완점 · 광주첨단점)

대전광역시
- 중구(대전은행동점), 서구(대전둔산점 · 대전시청점 · 대전가수원점), 유성구(충남대점 · 대전신세계점), 동구(대전터미널점 · 대전패션아일랜드점)

울산광역시
- 중구(울산성남점), 남구(울산옥동점 · 울산대점 · 울산삼산점)

세종특별자치시
- 세종홈플러스점

강원특별자치도
- 춘천시(춘천점), 원주시(원주중앙점 · 원주무실점), 강릉시(강릉점), 속초시(속초점)

충청북도
- 청주시(청주성안길점[A 5][A 6] · 청주금천점 · 청주NC점), 충주시(충주점)

충청남도
- 천안시(천안신부점 · 천안두정점 · 천안불당점 · 모다아울렛천안점), 아산시(아산점 · 아산탕정역점)

전북특별자치도
- 전주시(전주객사점 · 전북대점 · 전주효자점 · 전주혁신도시점), 익산시(익산점), 군산시(롯데마트군산점)

전라남도
- 목포시(영풍문고목포점), 순천시(순천점 · 순천홈플러스점), 여수시(여수점), 광양시(광양LF점), 무안군(무안남악점),

경상북도
- 구미시(구미점), 포항시(포항점), 경주시(경주점), 경산시(경산하양점)

경상남도
- 창원시(창원상남점 · 마산합성점 · 마산경남대점 · 창원시티세븐점), 양산시(양산물금점), 김해시(김해외동점 · 김해아이스퀘어몰점 · 김해율하점), 진주시(진주점), 거제시(거제고현점)

제주특별자치도
- 제주시(제주시청점 · 칠성점 · 연동점), 서귀포시(서귀포점)

## 물류센터
- 음성물류센터 - 충청북도 음성군 삼성면 상곡로 55-66

## 캐릭터

### 갈라파고스 프렌즈
2016년에 출시된 갈라파고스 프렌즈 자체 개발 캐릭터이다.
- 말리 (Mari, 오리)
- 보스 (Boss, 상어)
- 아이렌 (Iren, 새)
- 오스트&레일리아 (Aust&Ralia, 펭귄)
- 오토 (Otto, 수달)
- 옥토버 (October, 바다사자)
- 올리버 (Oliver, 곰)
- 피터 (Peter, 펭귄)
- 버니버니 (Bunny Bunny, 토끼)
- 썬더버니 (Thunder Bunny, 토끼)
- 레오 (Leo, 여우로 추정)
- 루비 (Ruby, 여우로 추정)
- 미스터 타이슨 (Mr.Tyson 공룡) ※ 조상이 티라노사우루스라고 한다.
- 부비 (Boobi, 푸른발얼가니새)

### 바비숑
- 바비숑 (Babichon)
- 푸디 (Puddy)
- 캔디 (Candy)

### 프렌들리 베어 폴
- 폴 (Paul, 곰)
- 코코 (Coco, 새)

### 강남즈
- 강남용
- 강남미
- 강남선
- 강남준
- 강남왕
- 강남무

### 미친토끼
아트박스의 트릭시리즈 제품 패키지에 그려져 있는 캐릭터들이다.
- 미토
- 제트

### 과거 캐릭터
대부분 캐릭터들은 플래시 게임에 등장했다.
- 샤샤 (Shasha, 토끼 소녀)
- 밍밍 & 왕따
- 스트로베리 걸 & 머슈룸 보이 (Strawberry Girl & Mushroom Boy)
- 츄리닝맨
- 파란 토끼 ※ 엔아트박스 플래시게임 로딩 화면에 스프링 상자에서 머리로만 튀어나오거나 '편지왔어요' 문구와 함께 등장한다.
- 연인천하 (알콩 & 달콩)
- 란지 & 얀지 (노란 고양이 & 하얀 토끼)
- 일더하구싶당
- 벤또 & 다미
- 퍼니보이 & 퍼니걸
- 씨앗들 & 스낵들
- 파자마 시스터즈(지지, 얌 & 코)
- 차나라 (홍차 & 녹차)
- 시마다
- 아이몽
- 코딱지소녀
- 짜장만들기 캐릭터

### 내용주
1. ↑  피규어, 키덜트 포함. 대부분의 매장에는 솜깅이라는 사람 모양의 솜인형도 판매하고 있다.
2. ↑  주방, 차량, 위생, 캠핑, 원예
3. ↑  원래의 "명동1호점"과 "명동2호점"이었으나, 2021년에 코로나19 여파로 인해 폐점하였다가, 2023년 9월에 "명동점"에 다시 오픈하였다.
4. ↑  가장 큰규모 340평
5. ↑  원래의 "청주점"이었음
6. ↑  영화 《베테랑》에서 마동석 배우가 아트박스 사장 역할을 맡았다.

## 같이 보기
- 유행
- 아성다이소
- 알파문구
- 모닝글로리
- 돈 키호테 (일본)
- 무인양품 (일본)